# Хроники (фильм)
«Хроники» (исп. Crónicas) — эквадорско-мексиканский триллер эквадорского кинорежиссёра Себастьяна Кордеро 2004 года. Продюсерами фильма выступили, среди прочих, знаменитые мексиканские кинорежиссёры Гильермо дель Торо и Альфонсо Куарон.

## Сюжет
Популярный тележурналист из Майами Маноло Бонилья (Джон Легуизамо), специализирующийся на сенсационных репортажах, отправляется вместе со своей съёмочной командой в эквадорскую глушь, чтобы расследовать серийные убийства детей. Его группа становится свидетелем попытки линчевания Винисио Сепеды, скромного коммивояжёра, который на машине случайно задавил ребёнка, перебегавшего дорогу. Вмешательство Маноло спасает жизнь Сепеды, но того отправляют в тюрьму за убийство. Внезапно Сепеда предлагает Маноло информацию о серийном убийце детей, «монстре из Бабаойо» в обмен на репортаж о его несправедливом заключении.
Почувствовав, что он может получить материал для сенсационного репортажа, Маноло остаётся в Эквадоре, хотя по договору он должен был уехать в Колумбию снимать интервью с заложниками террористов. Сепеда говорит Маноло, что знает о маньяке-убийце от человека, которого он однажды подвозил. Он сообщает, что в одной из ям, где были обнаружены трупы детей, остался ещё один труп девочки. Ночью Маноло и его оператор Иван едут к яме и обнаруживают, что труп девочки действительно там. Маноло начинает подозревать, что Сепеда и есть убийца детей. Снимая репортаж о попытке расправы над Сепедой, Маноло параллельно без камеры разговаривает с Сепедой об убийствах. По словам Сепеды, человек, который рассказывал ему про убийства, очень страдает, но не может остановиться, потому что убийства дают ему ощущение полной власти над человеком. Маноло уверивается в виновности Сепеды, но у него нет конкретных доказательств, а комиссару полиции сообщать о своих подозрениях он не хочет. Его ассистентка Мариса проверяет заказы Сепеды в конторе, на которую он работал, и обнаруживает, что даты его поездок соответствуют времени, когда пропадали без вести дети.
Тем временем репортаж о попытке линчевания Сепеды готов, и Маноло отправляет его редактору программы. Он также более настойчиво просит Сепеду признать свою вину как убийцы детей, но тот делает вид, что не понимает, почему Маноло так говорит, и просит его уйти. Маноло решает всё-таки раскрыть полиции информацию о трупе девочки, хотя и говорит, что он узнал про это из анонимного телефонного звонка. Затем Маноло понимает, что показ репортажа о Сепеде может иметь нежелательные последствия, но он уже не успевает отменить его. Репортаж о попытке линчевания показан в праймтайм. Наутро оказывается, что судья приказал отпустить Сепеду как незаконно задержанного.
Маноло и его группа пробуют найти Сепеду у него дома, но тот уже ушёл, увезя с собой приёмного сына. Сепеда привозит сына в безлюдное место и, по всей видимости, готовится убить его, отхлёбывая из бутылки алкоголь (ранее он говорил Маноло, что убийца всегда пьёт перед убийством). Маноло звонят из программы и говорят, что репортаж имел большой успех и что его назначают вести свою собственную программу. Группа направляется в аэропорт. Мариса предлагает сообщить полиции всё, что они знают, что Маноло отказывается делать это, говоря, что у них всё равно нет никаких доказательств. Маноло и его группа улетают в Майами.

## В ролях
- Джон Легуизамо — Маноло Бонилья
- Леонор Уотлинг — Мариса Итурральде
- Дамиан Алькасар — Винисио Сепеда
- Хосе Мария Яспик — Иван Суарес
- Альфред Молина — Виктор Уго Пуэнтес
- Камило Лусуриага — капитан Боливар Рохас

## Производство
Съёмки фильма происходили в течение месяца, в июле и августе 2003 года, в эквадорских провинциях Гуаяс и Лос-Риос. Постпродакшн фильма происходил в течение последующих 9 месяцев в Мексике, Бразилии, Франции и США.

## Награды и номинации
Премьера фильма состоялась 16 мая 2004 года в рамках конкурсной программы «Особый взгляд» 57-го Каннского кинофестиваля.
Хроники были выдвинуты от Эквадора на соискание премии «Оскар» (2005 год) в категории «Лучший фильм на иностранном языке», но не вошли в число номинантов.